# Willy Bauer (Naturschützer)
Willy Bauer (* 8. Februar 1930 in Frankfurt am Main; † 21. April 1991, Begräbnisort ebenda) war ein deutscher Kaufmann und Naturschützer, der sich in Hessen und darüber hinaus vor allem als Vorsitzender der Hessischen Gesellschaft für Ornithologie und Naturschutz (HGON) und des hessischen Landesnaturschutzbeirats für wesentliche Veränderungen im Naturschutz einsetzte: So sind die Einführung des Verbandsklagerechts und die Ausweisung zahlreicher Naturschutzgebiete und Naturparke auf sein Engagement zurückzuführen. Willy Bauer engagierte sich außerdem in zahlreichen weiteren Naturschutzgruppierungen.

## Leben
Willy Bauer war das einzige Kind der Eheleute Helene und Oskar Bauer in Frankfurt am Main, wo er im Stadtteil Westend aufwuchs. Er besuchte dort die Holzhausenschule und die Musterschule; als Mitglied der Hitlerjugend wurde er mit 14 Jahren eingezogen und an die Ostfront verlegt; aus amerikanischer Kriegsgefangenschaft konnte Bauer 1945 nach Frankfurt zurückkehren. Nach der Gymnasialzeit (ohne Abschluss) begann Bauer 1948 eine kaufmännische Lehre bei der Metallgesellschaft und blieb dort bis zu seinem Tod angestellt, zuletzt als Abteilungsleiter der volkswirtschaftlichen Abteilung.
Willy Bauer heiratete 1953 seine Frau Agnes, mit der er drei Kinder großzog.
Ehrenamtlich arbeitete Willy Bauer zeit seines Lebens in zahlreichen Naturschutzgremien und -vereinen mit, wobei er oft den Anstoß zu Neuerungen und weitgreifenden Verbesserungen gab. Sein dauerhaftes Wirken trug maßgeblich zur Etablierung des Natur- und Umweltschutzgedankens bei, sowohl in Hessen als auch über dessen Grenzen hinaus.
Mit 61 Jahren verstarb der zu diesem Zeitpunkt auf einem Auge erblindete Willy Bauer an einem Herzinfarkt auf der Rückreise von einer Dienstfahrt von London nach Frankfurt am Main. Die Beisetzung fand auf dem Hauptfriedhof in Frankfurt statt.

## Engagement für den Naturschutz
Willy Bauer beschäftigte sich schon mit Beginn seines Berufslebens ehrenamtlich mit ornithologischen Fragestellungen und dem Naturschutz. Ausgehend von seinen vogelkundlichen Beobachtungen führten ihn seine Erkenntnisse schnell in zahlreiche Ämter, in denen er genauso hartnäckig und unnachgiebig wie auch effektiv und nachhaltig für einen umfassenden Naturschutz kämpfte. Sein fachliches Wirken ging weit über Hessen und Deutschland hinaus. Er blieb seiner Passion – unterstützt von seiner Frau – viele Jahrzehnte treu.

„In unserer vogelkundlichen Bilanz stellen wir fest, dass inzwischen auch Allerweltsarten wie Feldlerche und Feldsperling selten geworden sind. Wir werden uns dieser scheinbar unaufhaltsamen Entwicklung entgegenstemmen – denn: Gnade uns Gott, wenn Kinder und Enkel uns eines Tages dafür verantwortlich machen könnten, dieses unübersehbare Warnzeichen nicht erkannt zu haben.“

Im Dezember 1964 gründete Bauer die Avifaunistische Arbeitsgemeinschaft Hessen, aus der 1972 die Hessische Gesellschaft für Ornithologie und Naturschutz hervorging. Ab 1980 war Bauer bis 1991 Vorsitzender der HGON. Hier wie auch in zahlreichen Naturschutzgremien und Naturschutzgruppen bemühte er sich erfolgreich um die Einführung des Verbandsklagerechtes und die Ausweisung zahlreicher Naturschutzgebiete und Naturparke.
Als Beauftragter für Biotopschutz der Vogelschutzwarte Fechenheim setzte sich Bauer für den Erhalt von Feuchtlandbiotopen für ziehende Wasservögel ein. Er kämpfte in der HGON gegen die Bejagung von Rabenvögeln ebenso wie für die Wiederansiedlung des Bibers im hessischen Spessart. In den 1990er Jahren ging die Ausweisung von 70 % aller hessischen Naturschutzgebiete auf Anstrengungen der HGON zurück, mit Willy Bauer als treibender Kraft. Zu nennen sind das Rote Moor, der Burgwald, das Europareservat Rheinauen Bingen-Erbach, der Lampertheimer Altrhein, der Kühkopf und der Auenverbund Wetterau.
Bauer beteiligte sich auch mit großer Beharrlichkeit an zahlreichen Regelwerken wie der Ausgestaltung des Hessischen Naturschutzgesetzes von 1980, der Einführung von ökologischen Kriterien bei Flurbereinigungsverfahren, der Umsetzung der hessischen Biotopkartierung, der Ausweisung von rekultivierten Kiesgruben als Naturschutzgebiet für Vögel oder der Erhöhung der Haushaltsansätze im Naturschutz mittels zahlreicher Petitionen.
Den deutsch-deutschen Mauerfall nahm Willy Bauer zum Anlass, den Naturschutz entlang der innerdeutschen Grenze voranzutreiben. In der Naturschutzgrenzkommission „Naturschutz im Grenzraum Hessen-Thüringen“ bemühte er sich um die Anerkennung des seit 1993 ausgewiesenen Naturschutzgebiets Grünes Band im unmittelbaren Grenzgebiet. Auch in der Rhön setzte er sich tatkräftig für die Ausweisung von Biotopflächen ein. Noch 1990 setzte Bauer in der HGON das Ziel, die ornithologischen Arbeiten von Ehrenamtlern aus Hessen und Thüringen auszubauen und damit den ehemaligen Todesstreifen zum größten Biotopverbund Deutschlands werden zu lassen.
Nach Bauers Tod ehrte die HGON ihren prägenden „Gründungsvater“ durch die Einrichtung der Willy-Bauer-Naturschutzstiftung im Juli 2008. In der Geschäftsstelle des Vereins in Echzell wurde die HGON-Bibliothek ebenfalls nach Willy Bauer benannt.

## Ehrenämter
Willy Bauer war in zahlreichen Gruppierungen vertreten (Auswahl):
- Mitglied der deutschen Sektion des Internationalen Rates für Vogelschutz (ab 1970)
- Vorsitzender des Stiftungsrates der Stiftung Hessischer Naturschutz (ab 1978)[6]
- Vorsitzender des Landesnaturschutzbeirates Hessen (ab 1986)
- Landesbeauftragter der nationalen und internationalen Wasservogelzählung
- Beauftragter der „International Union for Conservation of Nature“ (IUCN)
- Beauftragter des „World Wide Fund of Nature“ (WWF)
- Beauftragter des „International Waterfowl Research Bureau“ (IWRB)
- Mitglied des Präsidiums des „Deutschen Bundes für Vogelschutz“

## Ehrungen und Auszeichnungen
1976 wurde Willy Bauer mit dem Bundesverdienstkreuz am Bande ausgezeichnet. 1989 wurde Bauer die Große Ehrenplakette des Landes Hessen in Gold verliehen. 1990 erhielt er für sein langjähriges, beständiges und – neben seinem eigentlichen Beruf – umfassendes ehrenamtliches Engagement für den Naturschutz das Bundesverdienstkreuz 1. Klasse.
Nach Bauers Tod stiftete Staatsminister Jörg Jordan den Willy-Bauer-Preis, die höchste Auszeichnung im hessischen Naturschutz.

## Willy-Bauer-Preis
Der Willy-Bauer-Preis ist die höchste Auszeichnung im hessischen Naturschutz und wird für besondere Verdienste um die Erhaltung der Natur verliehen.
Der Preis wurde am 14. Mai 1992 durch Jörg Jordan gestiftet und wird durch die jeweilige Ministerin oder den jeweiligen Minister verliehen. Der Preis in Form einer Urkunde ist mit einem Geldpreis verbunden, anfänglich 10.000 DM, inzwischen 5.000 Euro; Vorschläge kann jeder einreichen.
Der Willy-Bauer-Preis wurde sechs Mal vergeben. Bei den Preisträgern handelt es sich um:
- Reinhard Sander (BUND Hessen), 1992
- Otto Diehl (NABU), 1997
- Hartmut Schulz (Botanische Vereinigung für Naturschutz in Hessen), 2002
- Hans-Peter Goerlich (HGON), 2011
- Ernst Böhm, 2013
- Jörg Nitsch (BUND Hessen), 2023[9]